# Lucas Tramer
Lucas Tramer (ur. 1 września 1989) – szwajcarski wioślarz.

## Osiągnięcia
- Mistrzostwa świata juniorów – Amsterdam 2006 – czwórka bez sternika – 11. miejsce.
- Mistrzostwa świata juniorów – Pekin 2007 – czwórka podwójna – 18. miejsce.
- Mistrzostwa świata – Poznań 2009 – czwórka bez sternika wagi lekkiej – 9. miejsce.
- Mistrzostwa Europy – Montemor-o-Velho 2010 – czwórka bez sternika wagi lekkiej – 3. miejsce.
- Mistrzostwa Europy – Sewilla 2013 – dwójka bez sternika wagi lekkiej – 1. miejsce
- Mistrzostwa świata – Chungju 2013 – dwójka bez sternika wagi lekkiej – 1. miejsce
- Mistrzostwa Europy – Belgrad 2014 – dwójka bez sternika wagi lekkiej – 1. miejsce
- Mistrzostwa świata – Amsterdam 2014 – dwójka bez sternika wagi lekkiej – 1. miejsce